# Nexus 4
Nexus 4 (apelido: Mako) é o quarto smartphone do Google da linha  Google Nexus com o sistema operacional Android. O telefone foi projetado e fabricado pela LG Electronics.
O telefone vem equipado com processador Snapdragon S4 Pro de 1.5 GHz quad-core, 2 GB of RAM, 8 ou 16 GB de memória interna, com câmera frontal de 1.3 megapixel e traseira de 8 megapixel e slot para micro-SIM. O telefone foi lançado com o novo sistema operacional Android 4.2.2 "Jelly Bean" (antes era Android 4.1 Jelly Bean).
Ao carregar o telefone,

## História
Em 29 de outubro de 2012, o Google anunciou o Nexus 4 e agendado o seu lançamento para 13 de novembro de 2012.
O telefone foi disponibilizado para compra no Google Play loja online nos Estados Unidos, Reino Unido, Canadá, Alemanha, França, Espanha e Austrália. Estoque esgotou rapidamente, em alguns mercados, a poucos minutos do lançamento. O telefone tornou-se disponível na loja Play novamente em 29 de janeiro de 2013, e, desde então, não teve grande problemas de abastecimento.
O Nexus 4 foi também disponibilizado através padrão da indústria meios, via operadoras de telefonia e varejistas, como a Carphone Warehouse. A partir do dia seguinte, 14 de novembro de 2012, a T-Mobile USA lojas que vendem o modelo de 16 GB. Em Ação de Graças pela manhã, o Google ligada aos clientes navegar na página do produto Nexus 4 até a loja on-line da T-Mobile.com . Em poucas horas, ações on-line da T-Mobile foi vendido para fora. Europa, América Central e América do Sul, Ásia, Comunidade de Estados Independentes , e no Oriente Médio foram planejadas para receber Nexus 4 até o final de novembro de 2012, em que o Google chamado de "disponibilidade offline", mas foi lançado no Brasil oficialmente em 27 de março de 2013 através de sites de compras parceiros do Google. O telefone foi inicialmente planejada para estar disponível na Coréia do Sul, devido à oposição transportadora, supostamente com a falta de apoio LTE. No entanto, um pedido on-line por KT Telecom presidente Pyo Hyun-Myung que ele está pedindo para o Nexus 4 lançamento levou ao anúncio da LG que estão em negociações com o Google sobre o assunto a partir de 22 de novembro de 2012.
Os números oficiais de vendas não estão disponíveis a partir do Google ou LG, mas LG descrito estimativas de 375 mil aparelhos vendidos em janeiro de 2013 como sendo "muito menor do que o valor real".

### Disponibilidade
Além da loja do Google Play, o Nexus 4 também está disponível através das operadoras em alguns mercados. Ele está disponível nos EUA através da T-Mobile, e no Canadá através da Fido. Ele também será lançado no Canadá através Videotron, WIND e Virgin Mobile.
No Reino Unido, o Nexus 4 está disponível através da O2 , Virgin Media , e Three. No Brasil está disponível através de sites parceiros do Google como Ponto Frio, Fastshop e Lojas Americanas. Ele não está disponível em Portugal, apesar do país ser listado na página Nexus.

## Recepção

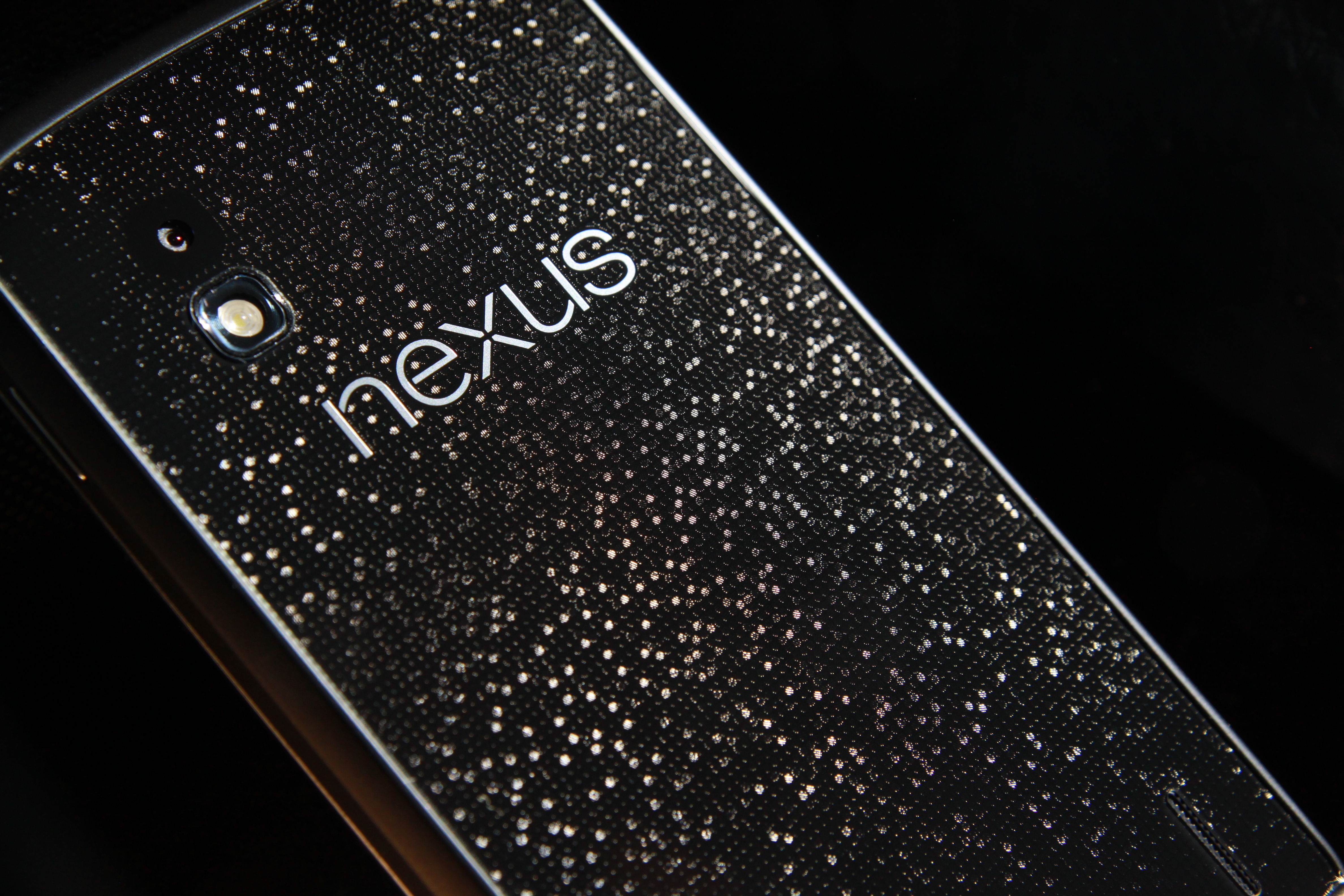
The Nexus 4's design includes a dotted glitter pattern (etched glass) on the back of the phone, producing a chatoyance effect.

Recepção do Nexus 4 tem sido muito positiva. Revisores foram constantemente impressionados com a Nexus 4 de preço acessível e especificações impressionantes. The Independent mencionou como sua qualidade de construção é "quase inigualável", e como o seu design é "sólido" e "atraente". Eles também elogiaram a sua câmera de 8 megapixels traseira e "enorme" 4,7 polegadas.
O Guardian também deu o Nexus 4 um comentário muito positivo, dando-lhe uma classificação de cinco estrelas, no entanto comentou como "falta de armazenamento expansível é importante ter em mente se você está pensando em atualizar em um contrato de, digamos, um Samsung anterior telefone Galaxy S, mente. O Galaxy S III ainda faz um upgrade de mais lógico, mesmo que seja susceptível de ser um pouco mais lento para obter as últimas atualizações de software Android ". [36]
Site de tecnologia CNET afirmou como o telefone tem "uma riqueza de recursos de software grandes e um preço ridiculamente baixo", e como ele é "quase certamente o melhor dispositivo Android ao redor, não importa o melhor valor".

### Disponibilidade
Uma área em que o telefone recebido recepção negativa era a sua disponibilidade. No dia do lançamento, todo o estoque do aparelho na Google Play Store se esgotou em menos de 30 minutos. Os críticos mencionaram como o Google e LG foram responsáveis pelos graves problemas de abastecimento, e "os ruptura de stock e as frustrações resultantes da grandes muitos que esperaram em vão durante as férias para os 4 Nexus entregas que nunca vieram ". International Business Times expressaram preocupação sobre como pelo tempo que o telefone vai estar de volta em estoque no Google Play, muitos telefones com especificações muito melhores estarão disponíveis, tornando-se uma opção menos procurada para os consumidores. LG explicou como os problemas de abastecimento eram porque "a demanda através da loja jogo foi muito alta". On-line eBay leiloeiros aproveitou os problemas de abastecimento, revenda Nexus 4s em inflado preços, no extra 879 a vista alguns chegando a mais de R $ 420 ($ 675) para o modelo de 16GB -. um aumento de mais de 50%.

### Suporte aoLTE
A ausência de suporte ao LTE/4G recebeu críticas por especialistas visto que a maioria dos celulares high-end lançados na época ja possuíam tal recurso. O caso é que o Nexus 4 possui a mesma placa de rede do Optimus G, também fabricado pela LG, este porém, possui o LTE funcionando nativamente, então se descobriu que a empresa havia desativado o LTE no Nexus 4 para tentar manter o preço e o consumo de bateria baixos. O aparelho só usa HSPA+ (também chamado de 3.5G) com uma velocidade máxima teórica de 42 Mbits/s (5,25 MBytes/s), em comparação ao LTE funcionando teoricamente a 100 Mbits/s (12,5 MBytes/s). Em 23 de Novembro de 2012, desenvolvedores conseguiram acesso especial ao sistema e foi verificado que era possível ativar o chip LTE, porém funcionando apenas na Banda 4, que funciona, por exemplo, no Canadá.

### Qualidade na Fabricação
As críticas incluem frente do telefone e vidro traseiro em torno do alto-falante tende a quebrar facilmente .

### A vida da bateria
A vida da bateria foi aferido como menor uso na navegação em 3G quando comparado com dispositivos semelhantes, mas mais caro Android, ou para a LTE telefones superiores.